# Fanfou
Fanfou (кит. 饭否, піньїнь: Fanfou, палл. Фаньфоу) — китайський сервіс мікроблогів (weibo), перший в Китаї клон Твіттера.

## Історія
Систему мікроблогів Fanfou.com заснував Ван Сін 12 травня 2007 року тією ж командою, що створила соціальну мережу Renren (Xiaonei). Сторінку розробили за технологією LAMP з API, сумісним з Твіттером.
Фірма Hewlett-Packard стала першим платним клієнтом Фаньфоу 2 червня 2009.
7 липня 2009 року Фаньфоу було закрито китайською цензурою через висвітлення хвилювання уйгурів в Урумчі (2009) Однак 11 листопада 2010 сервіс запрацював знову..